# Super Trouper (single)
Super Trouper is een single van de band ABBA. Het nummer had eerst de titel Blinka lilla stjärna, wat Zweeds is voor "Twinkel, Twinkel, Kleine Ster". Het nummer was het titelnummer van hun zevende studio-album Super Trouper. In het nummer is Anni-Frid Lyngstad de leadzangeres.
De titel Super Trouper refereert aan de gigantische spotlights die gebruikt worden bij concerten in een stadion. Het is algemeen bekend dat ABBA optreden niet zo leuk vond. Ze prefereerden de studio boven een tournee. Dit komt terug in de teksten van het nummer dat, zoals meerdere ABBA-nummers, vrolijk en snel klinkt, maar eigenlijk droevig is.

## Ontvangst
Het nummer was een grote hit in vele landen. In vijf landen, waaronder Nederland en België, werd de eerste plaats in de hitlijsten behaald. Voor ABBA was het de zevende nummer 1-hit in de Top 40 en de achtste in de Nationale Hitparade. In Noorwegen, Zwitserland, Oostenrijk, Mexico, Frankrijk en Finland werd de top vijf behaald. In de Verenigde Staten werd het een nummer een-hit in combinatie met Lay All Your Love on Me en On and On and On.

## Hitnotering ABBA
| "Super Trouper" in de Nederlandse Top 40 binnen: 15-11-1980 | "Super Trouper" in de Nederlandse Top 40 binnen: 15-11-1980 | "Super Trouper" in de Nederlandse Top 40 binnen: 15-11-1980 | "Super Trouper" in de Nederlandse Top 40 binnen: 15-11-1980 | "Super Trouper" in de Nederlandse Top 40 binnen: 15-11-1980 | "Super Trouper" in de Nederlandse Top 40 binnen: 15-11-1980 | "Super Trouper" in de Nederlandse Top 40 binnen: 15-11-1980 | "Super Trouper" in de Nederlandse Top 40 binnen: 15-11-1980 | "Super Trouper" in de Nederlandse Top 40 binnen: 15-11-1980 | "Super Trouper" in de Nederlandse Top 40 binnen: 15-11-1980 | "Super Trouper" in de Nederlandse Top 40 binnen: 15-11-1980 | "Super Trouper" in de Nederlandse Top 40 binnen: 15-11-1980 |
| Week                                                        | 1                                                           | 2                                                           | 3                                                           | 4                                                           | 5                                                           | 6                                                           | 7                                                           | 8                                                           | 9                                                           | 10                                                          |                                                             |
| ----------------------------------------------------------- | ----------------------------------------------------------- | ----------------------------------------------------------- | ----------------------------------------------------------- | ----------------------------------------------------------- | ----------------------------------------------------------- | ----------------------------------------------------------- | ----------------------------------------------------------- | ----------------------------------------------------------- | ----------------------------------------------------------- | ----------------------------------------------------------- | ----------------------------------------------------------- |
| Positie                                                     | 18                                                          | 7                                                           | 3                                                           | 1                                                           | 1                                                           | 2                                                           | 5                                                           | 8                                                           | 20                                                          | 37                                                          | uit                                                         |

| "Super Trouper" in de Nederlandse Single Top 100 binnen: 22-11-1980 | "Super Trouper" in de Nederlandse Single Top 100 binnen: 22-11-1980 | "Super Trouper" in de Nederlandse Single Top 100 binnen: 22-11-1980 | "Super Trouper" in de Nederlandse Single Top 100 binnen: 22-11-1980 | "Super Trouper" in de Nederlandse Single Top 100 binnen: 22-11-1980 | "Super Trouper" in de Nederlandse Single Top 100 binnen: 22-11-1980 | "Super Trouper" in de Nederlandse Single Top 100 binnen: 22-11-1980 | "Super Trouper" in de Nederlandse Single Top 100 binnen: 22-11-1980 | "Super Trouper" in de Nederlandse Single Top 100 binnen: 22-11-1980 | "Super Trouper" in de Nederlandse Single Top 100 binnen: 22-11-1980 | "Super Trouper" in de Nederlandse Single Top 100 binnen: 22-11-1980 | "Super Trouper" in de Nederlandse Single Top 100 binnen: 22-11-1980 | "Super Trouper" in de Nederlandse Single Top 100 binnen: 22-11-1980 |
| Week                                                                | 1                                                                   | 2                                                                   | 3                                                                   | 4                                                                   | 5                                                                   | 6                                                                   | 7                                                                   | 8                                                                   | 9                                                                   | 10                                                                  | 11                                                                  |                                                                     |
| ------------------------------------------------------------------- | ------------------------------------------------------------------- | ------------------------------------------------------------------- | ------------------------------------------------------------------- | ------------------------------------------------------------------- | ------------------------------------------------------------------- | ------------------------------------------------------------------- | ------------------------------------------------------------------- | ------------------------------------------------------------------- | ------------------------------------------------------------------- | ------------------------------------------------------------------- | ------------------------------------------------------------------- | ------------------------------------------------------------------- |
| Positie                                                             | 29                                                                  | 1                                                                   | 2                                                                   | 2                                                                   | 2                                                                   | 4                                                                   | 5                                                                   | 7                                                                   | 21                                                                  | 31                                                                  | 47                                                                  | uit                                                                 |

### NPO Radio 2 Top 2000
| Nummer met noteringen in de NPO Radio 2 Top 2000 | '01  | '02  | '03 | '04  | '05  | '06  | '07  | '08  | '09  | '10  | '11  | '12  | '13  | '14  | '15 | '16  | '17  | '18 | '19  | '20 | '21 | '22 | '23 | '24 |
| ------------------------------------------------ | ---- | ---- | --- | ---- | ---- | ---- | ---- | ---- | ---- | ---- | ---- | ---- | ---- | ---- | --- | ---- | ---- | --- | ---- | --- | --- | --- | --- | --- |
| Super Trouper                                    | 1176 | 1155 | 832 | 1334 | 1307 | 1407 | 1094 | 1205 | 1531 | 1433 | 1662 | 1801 | 1800 | 1857 | -   | 1746 | 1805 | 974 | 1049 | 981 | 803 | 803 | 733 | 837 |

1. ↑  Een '-' betekent dat het nummer niet was genoteerd en een vetgedrukt getal geeft de hoogste notering aan.
2. ↑  2001 was het eerste jaar met een notering voor dit nummer.

### Evergreen Top 1000
| Evergreen Top 1000 "Super Trouper" | Evergreen Top 1000 "Super Trouper" | Evergreen Top 1000 "Super Trouper" | Evergreen Top 1000 "Super Trouper" | Evergreen Top 1000 "Super Trouper" | Evergreen Top 1000 "Super Trouper" | Evergreen Top 1000 "Super Trouper" | Evergreen Top 1000 "Super Trouper" | Evergreen Top 1000 "Super Trouper" | Evergreen Top 1000 "Super Trouper" | Evergreen Top 1000 "Super Trouper" |
| Jaar                               | 2008                               | 2009                               | 2010                               | 2011                               | 2012                               | 2013                               | 2014                               | 2015                               | 2016                               | 2017                               |
| ---------------------------------- | ---------------------------------- | ---------------------------------- | ---------------------------------- | ---------------------------------- | ---------------------------------- | ---------------------------------- | ---------------------------------- | ---------------------------------- | ---------------------------------- | ---------------------------------- |
| Positie                            | -                                  | -                                  | -                                  | -                                  | -                                  | -                                  | 597                                | -                                  | -                                  | -                                  |

## Trivia
- In de musical Mamma Mia! wordt het nummer gezongen wanneer Donna, Tanya en Rosie optreden tijdens het vrijgezellenfeest van Sophie. Ze zijn verkleed als mensen uit de ABBA-tijd, waarin de drie de groep Donna & The Dynamos vormden. In de film Mamma Mia! wordt het nummer gezongen door Meryl Streep, Christine Baranski en Julie Walters.

## A*Teens versie
Super Trouper was de tweede single van A*Teens, afkomstig van hun album The ABBA Generation, waarop alleen maar covers van ABBA-nummers stonden. Het nummer kwam uit in de herfst van 1999 en werd een grote hit. Het nummer behaalde de top 10 in Duitsland, Argentinië, Mexico en Zweden en werd een nummer 1-hit in Chili. In Nederland kwam het nummer op een elfde plaats in de Mega Top 100.

### Videoclip
De videoclip voor Super Trouper werd gefilmd door Sebastian Reed en werd opgenomen in Zweden. In de clip is een meisje te zien dat geobsedeerd is door de band. Ze heeft posters, tijdschriften, kleding en vele andere items. Ze doet de danspasjes van de band na, die te zien is op haar tv. Ook zijn artikelen te zien die gaan over de band. De foto's bij die artikelen komen in de clip tot leven.

### Hitnotering A*Teens
| Super Trouper in de Nederlandse Top 40 binnen: 28-08-1999 | Super Trouper in de Nederlandse Top 40 binnen: 28-08-1999 | Super Trouper in de Nederlandse Top 40 binnen: 28-08-1999 | Super Trouper in de Nederlandse Top 40 binnen: 28-08-1999 | Super Trouper in de Nederlandse Top 40 binnen: 28-08-1999 | Super Trouper in de Nederlandse Top 40 binnen: 28-08-1999 | Super Trouper in de Nederlandse Top 40 binnen: 28-08-1999 | Super Trouper in de Nederlandse Top 40 binnen: 28-08-1999 | Super Trouper in de Nederlandse Top 40 binnen: 28-08-1999 | Super Trouper in de Nederlandse Top 40 binnen: 28-08-1999 | Super Trouper in de Nederlandse Top 40 binnen: 28-08-1999 |
| Week                                                      | 1                                                         | 2                                                         | 3                                                         | 4                                                         | 5                                                         | 6                                                         | 7                                                         | 8                                                         | 9                                                         |                                                           |
| --------------------------------------------------------- | --------------------------------------------------------- | --------------------------------------------------------- | --------------------------------------------------------- | --------------------------------------------------------- | --------------------------------------------------------- | --------------------------------------------------------- | --------------------------------------------------------- | --------------------------------------------------------- | --------------------------------------------------------- | --------------------------------------------------------- |
| Positie                                                   | 27                                                        | 15                                                        | 13                                                        | 12                                                        | 23                                                        | 19                                                        | 24                                                        | 23                                                        | 30                                                        | uit                                                       |

| "Super Trouper" in de Nederlandse Single Top 100 binnen: 14-08-1999 | "Super Trouper" in de Nederlandse Single Top 100 binnen: 14-08-1999 | "Super Trouper" in de Nederlandse Single Top 100 binnen: 14-08-1999 | "Super Trouper" in de Nederlandse Single Top 100 binnen: 14-08-1999 | "Super Trouper" in de Nederlandse Single Top 100 binnen: 14-08-1999 | "Super Trouper" in de Nederlandse Single Top 100 binnen: 14-08-1999 | "Super Trouper" in de Nederlandse Single Top 100 binnen: 14-08-1999 | "Super Trouper" in de Nederlandse Single Top 100 binnen: 14-08-1999 | "Super Trouper" in de Nederlandse Single Top 100 binnen: 14-08-1999 | "Super Trouper" in de Nederlandse Single Top 100 binnen: 14-08-1999 | "Super Trouper" in de Nederlandse Single Top 100 binnen: 14-08-1999 | "Super Trouper" in de Nederlandse Single Top 100 binnen: 14-08-1999 | "Super Trouper" in de Nederlandse Single Top 100 binnen: 14-08-1999 | "Super Trouper" in de Nederlandse Single Top 100 binnen: 14-08-1999 | "Super Trouper" in de Nederlandse Single Top 100 binnen: 14-08-1999 | "Super Trouper" in de Nederlandse Single Top 100 binnen: 14-08-1999 | "Super Trouper" in de Nederlandse Single Top 100 binnen: 14-08-1999 | "Super Trouper" in de Nederlandse Single Top 100 binnen: 14-08-1999 | "Super Trouper" in de Nederlandse Single Top 100 binnen: 14-08-1999 | "Super Trouper" in de Nederlandse Single Top 100 binnen: 14-08-1999 |
| Week                                                                | 1                                                                   | 2                                                                   | 3                                                                   | 4                                                                   | 5                                                                   | 6                                                                   | 7                                                                   | 8                                                                   | 9                                                                   | 10                                                                  | 11                                                                  | 12                                                                  | 13                                                                  | 14                                                                  | 15                                                                  | 16                                                                  | 17                                                                  | 18                                                                  |                                                                     |
| ------------------------------------------------------------------- | ------------------------------------------------------------------- | ------------------------------------------------------------------- | ------------------------------------------------------------------- | ------------------------------------------------------------------- | ------------------------------------------------------------------- | ------------------------------------------------------------------- | ------------------------------------------------------------------- | ------------------------------------------------------------------- | ------------------------------------------------------------------- | ------------------------------------------------------------------- | ------------------------------------------------------------------- | ------------------------------------------------------------------- | ------------------------------------------------------------------- | ------------------------------------------------------------------- | ------------------------------------------------------------------- | ------------------------------------------------------------------- | ------------------------------------------------------------------- | ------------------------------------------------------------------- | ------------------------------------------------------------------- |
| Positie                                                             | 64                                                                  | 29                                                                  | 14                                                                  | 12                                                                  | 11                                                                  | 13                                                                  | 12                                                                  | 14                                                                  | 16                                                                  | 17                                                                  | 23                                                                  | 24                                                                  | 32                                                                  | 36                                                                  | 44                                                                  | 53                                                                  | 54                                                                  | 68                                                                  | uit                                                                 |

| "Super Trouper" in de Vlaamse Ultratop 50 binnen: 02-10-1999 | "Super Trouper" in de Vlaamse Ultratop 50 binnen: 02-10-1999 | "Super Trouper" in de Vlaamse Ultratop 50 binnen: 02-10-1999 | "Super Trouper" in de Vlaamse Ultratop 50 binnen: 02-10-1999 | "Super Trouper" in de Vlaamse Ultratop 50 binnen: 02-10-1999 | "Super Trouper" in de Vlaamse Ultratop 50 binnen: 02-10-1999 | "Super Trouper" in de Vlaamse Ultratop 50 binnen: 02-10-1999 | "Super Trouper" in de Vlaamse Ultratop 50 binnen: 02-10-1999 |
| Week                                                         | 1                                                            | 2                                                            | 3                                                            | 4                                                            | 5                                                            | 6                                                            |                                                              |
| ------------------------------------------------------------ | ------------------------------------------------------------ | ------------------------------------------------------------ | ------------------------------------------------------------ | ------------------------------------------------------------ | ------------------------------------------------------------ | ------------------------------------------------------------ | ------------------------------------------------------------ |
| Positie                                                      | 35                                                           | 36                                                           | 31                                                           | 32                                                           | 42                                                           | 47                                                           | uit                                                          |